# Méroïtique
Le méroïtique est une langue qui fut parlée dans le royaume de Koush — dans le nord de l'actuel Soudan — depuis la fin du IIIe siècle avant notre ère jusqu'au Ve siècle ; elle fut également écrite à partir du IIe siècle avant notre ère. Ce fut la langue des pharaons koushites de la XXVe dynastie. L'alphabet méroïtique possède deux écritures distinctes : l'une en hiéroglyphes égyptiens, l'autre cursive. Bien que les signes aient été déchiffrés en 1911, la langue reste en grande partie incompréhensible. Depuis le XIXe siècle, plusieurs milliers de textes méroïtiques ont été découverts sur des sites de Nubie égyptienne et du Nord-Soudan.

## Famille de langues
Le peu de vocabulaire connu rend difficile la classification linguistique. Depuis que l'alphabet a été déchiffré en 1909, il a été proposé que le méroïtique soit apparenté aux langues nubiennes du phylum nilo-saharien ou aux langues couchitiques du phylum chamito-sémitique.
En 1921 l'anthropologue allemand Carl Meinhof propose que le méroïtique était une langue primitive « hamitique » de la branche couchitique du phylum chamito-sémitique.
En 1964, l'archéologue canadien Bruce Trigger propose d'intégrer le méroïtique au groupe soudanique oriental, une branche du nilo-saharien. Récemment, le docteur en égyptologie et chercheur au CNRS Claude Rilly, considéré comme le spécialiste mondial du méroïtique, classe ce dernier dans le groupe soudanique oriental nord (en), lui-même une subdivision du groupe soudanique oriental. Le groupe soudanique oriental nord rassemble en outre le nara d'Érythrée, le taman parlé à la frontière Tchad-Darfour et le nyimang / afitti (en), groupe de deux langues parlés dans les monts Nouba au Soudan,.
Cependant Rowan (2006, 2011), note que l'inventaire des phonèmes du méroïtique et sa phonotaxe (les seuls aspects de la langue qui sont bien connus) sont similaires à ceux des langues chamito-sémitiques, et dissemblables des langues nilo-sahariennes. Par exemple, on trouve très rarement la séquence CVC, où les consonnes (C) sont toutes deux labiales ou les deux vélaires. Ceci est similaire aux restrictions consonantiques trouvées dans toute la famille des langues chamito-sémitiques, suggérant que le méroïtique pourrait avoir été une langue chamito-sémitique. Le problème n'est pas résolu et la plupart des classifications listent le méroïtique soit comme étant nilo-saharien, soit comme non classifié (comme l'a fait Joseph Greenberg).
Il y a une certaine proximité linguistique entre le méroïtique et la langue couchitique bedja.

## Systèmes d’écriture

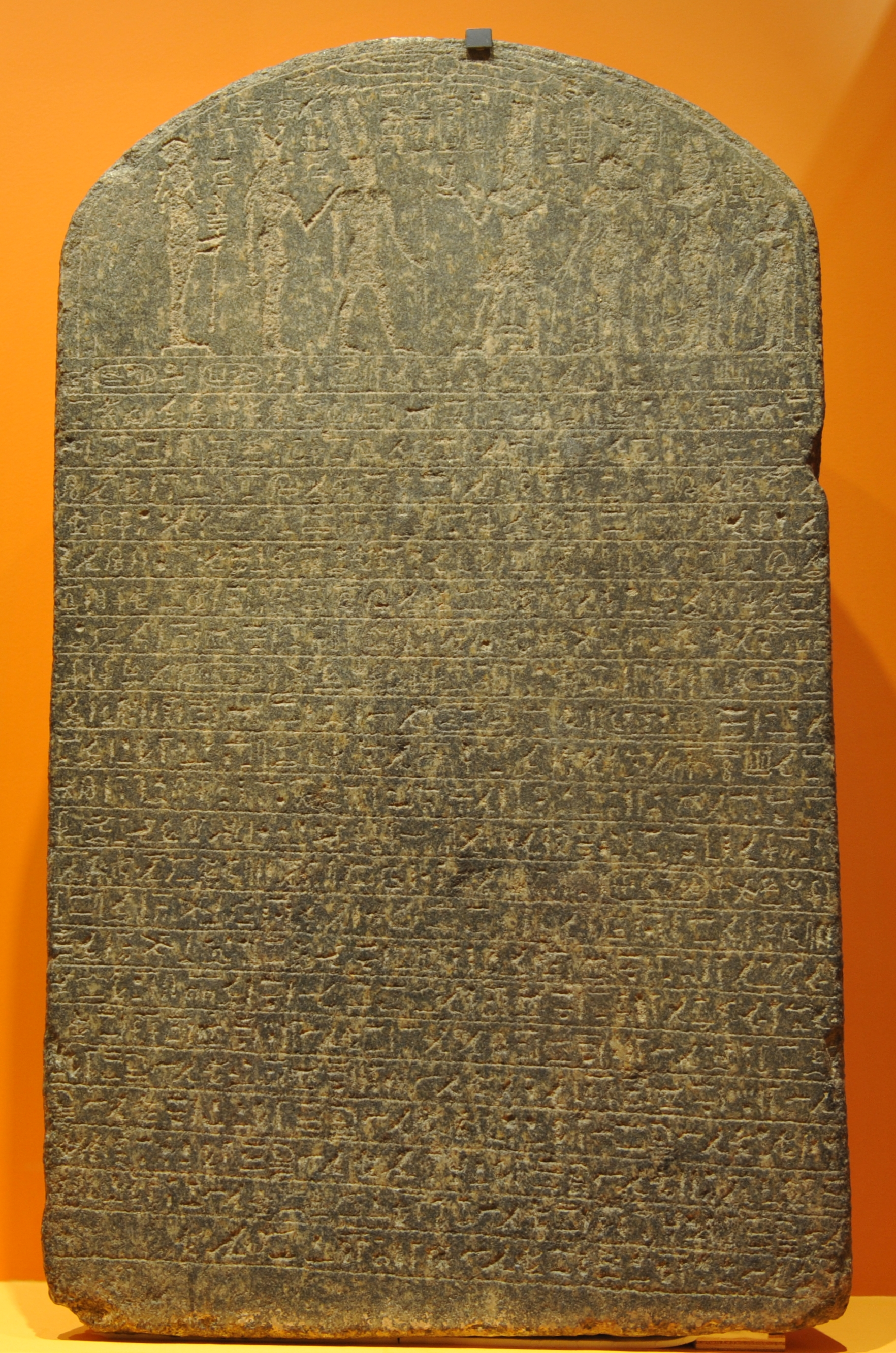
Stèle de l'Adoption du roi Aspelta, vers -590 rédigée en hiéroglyphes.

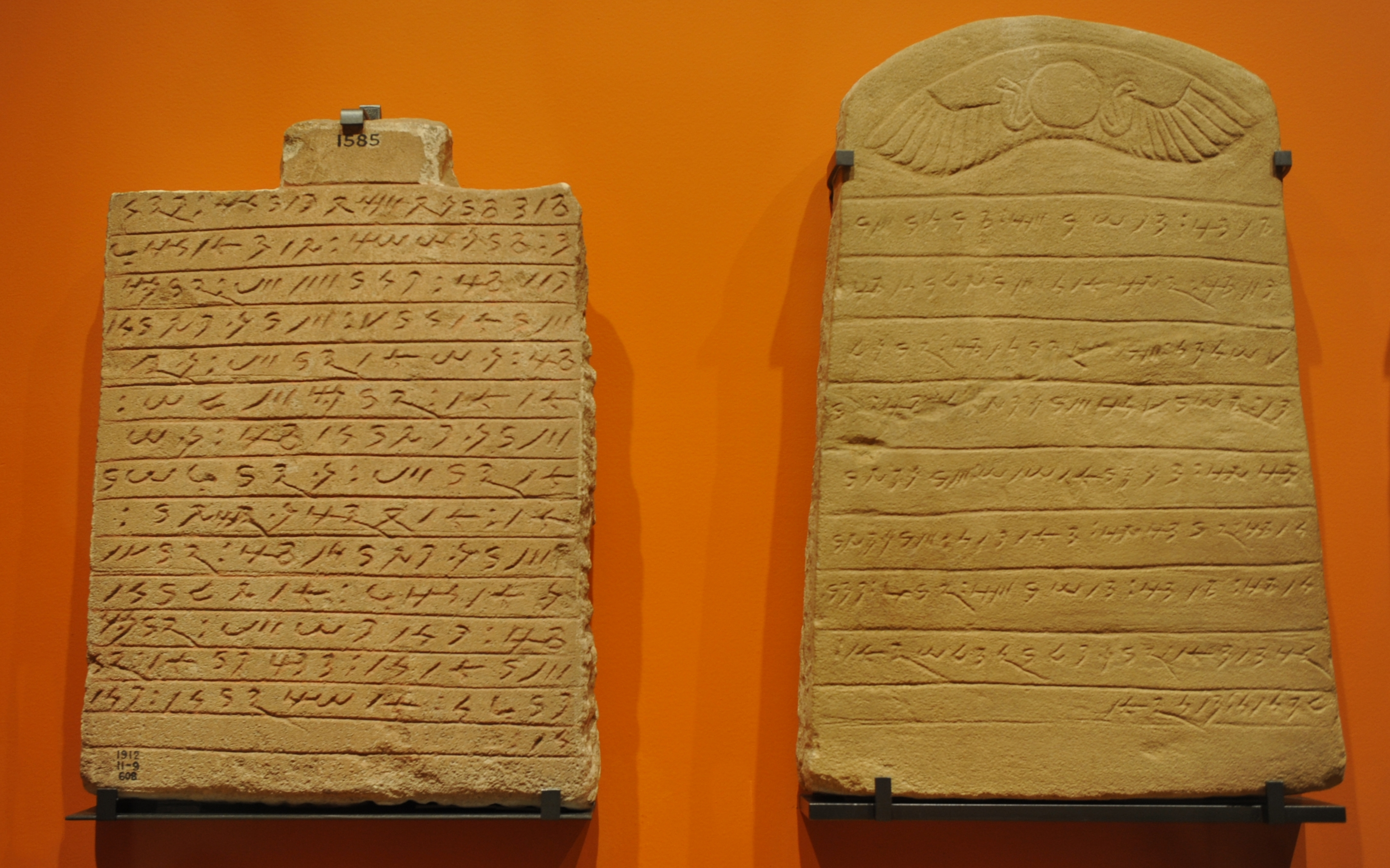
Écriture méroïtique cursive (horizontale de droite à gauche)

Au XXIe siècle près de 2 000 textes utilisant l'écriture méroïtique sont connus.
Il y a quatre voyelles (/a/, qui n'est utilisé qu'en début de mot, /e/, /i/, /o/ ), quinze consonnes couplées avec /a/ (/ya/ /wa/ /ba/ /pa/ /ma/ /na/ /ra/ /la/ /cha/ (prononcé comme le ich allemand) /kha/ (comme dans Bach en allemand) /ka/ /qa/ /sa/ ou /sha/ /ta/ /da/). Il y a enfin quatre symboles syllabiques purs, et donc non modifiables par un symbole-voyelle subséquent : /n(y)e/, /se/ ou /s/, /te/ et /to/.
C'est une écriture phonographique et tant les voyelles que les consonnes sont transcrites. Ce n'est néanmoins pas une écriture alphabétique, mais un alphasyllabaire (similaire dans son principe aux écritures brahmiques qui se sont diffusés dans de nombreuses forme de l’Inde au sud-est de l'Asie), car les signes transcrivant les consonnes représentent la consonne et la voyelle implicite /a/, sauf si ce signe est suivi du signe particulier de l'une des trois autres voyelles /i/, /e/ ou /o/. Il existe également un signe particulier séparant les mots.
Il existe deux formes de cet alphabet :
- la 1re, l’écriture méroïtique hiéroglyphique, est basée sur l'écriture hiéroglyphique égyptienne, 
cette forme est écrite verticalement et de haut en bas, parfois aussi horizontalement ;
- la 2e, l’écriture méroïtique cursive, est basée sur l'écriture démotique égyptienne, 
cette forme est écrite horizontalement et de droite à gauche.

### En informatique
En 2011, l'écriture méroïtique a été intégrée dans la version 6.1 de l'unicode :
- Tableau des caractères Unicode - méroïtique hiéroglyphique
- Tableau des caractères Unicode - méroïtique cursif

## Déchiffrement

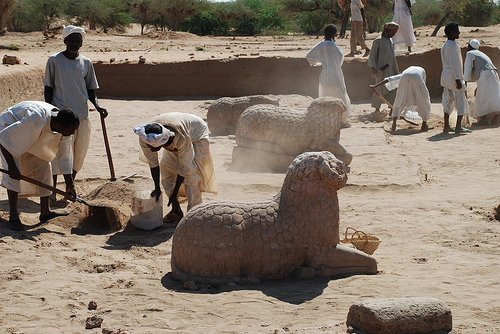
Au Soudan à El-Hassa temple du roi Amanakhereqerem : découverte de cinq béliers de grès dont trois portent des inscriptions permettant de décrypter le méroïtique.

Après une expédition à Méroé, l'explorateur et minéralogiste français Frédéric Cailliaud publie en 1826 les premières copies de texte méroïtiques. L'écriture étant inconnue, les textes ne purent pas être lus phonétiquement. En 1911, l'égyptologue britannique Francis Llewellyn Griffith réussit à déchiffrer les signes des deux alphabets méroïtiques. [Comment ?] Ensuite, par comparaison avec des textes pharaoniques et grecs, il parvient à isoler différents mots méroïtiques tels des noms de villes, dieux et rois. À partir de ces données il identifie plusieurs termes purement méroïtiques comme ato (eau), at (pain), qore (roi), abr (homme), kdi (femme), mlo (bon), etc. Il dégage également plusieurs règles grammaticales simples et distingue le suffixe du génitif et les articles singulier et pluriel. C'est ainsi que plusieurs portions des textes funéraires écrits en cursive purent être déchiffrés. Malgré ces avancées significatives, d'autres textes, moins stéréotypés, notamment les stèles concernant les hauts faits des rois et des reines de Méroé, restèrent indéchiffrables. Poursuivant le travail de Griffith, les linguistes se tournent aujourd'hui vers la comparaison linguistique, espérant reconstruire la morphologie et le lexique méroïtiques à l'aide de langues apparentées parlées aujourd'hui dans le nord du Soudan.
En novembre 2008, René-Pierre Dissaux et Vincent Rondot découvrent cinq béliers de grès dont trois portent des inscriptions qui permettent de décrypter un peu plus la langue méroïtique qui s'écrit en hiéroglyphes et en cursives. Ils apprennent ainsi que le temple en cours de fouille est celui du roi Amanakhereqerem de la fin du Ier siècle.

## Lexique
Lexique méroïtique selon Claude Rilly (2010 : 114-147):
| nᵒ  | transcription | prononciation restituée        | glose                                    | remarques                                         |
| --- | ------------- | ------------------------------ | ---------------------------------------- | ------------------------------------------------- |
| 1.  | abr           | abara, əbara                   | homme (mâle)                             |                                                   |
| 2.  | ar            | ara                            | garçon, mâle                             |                                                   |
| 3.  | are-          | ar-; arak-                     | prendre / recevoir (1)                   | d’où ar-k- piller, razzier                        |
| 4.  | aroẖe         | aruɣʷə                         | protéger, garantir, mettre sous sa coupe |                                                   |
| 5.  | (a)sr         | əɕara, ɕara                    | viande, animal                           |                                                   |
| 6.  | at            | ata, uta                       | pain                                     |                                                   |
| 7.  | ato           | atu, attu                      | eau                                      |                                                   |
| 8.  | dḫe           | daɣ(ə)                         | enfanté, enfant d’une mère               |                                                   |
| 9.  | dime          | dim                            | vache                                    |                                                   |
| 10. | *dm-          | dama-                          | prendre, recevoir (2)                    | synonyme de are-                                  |
| 11. | erike         | erik(ə)                        | engendré, enfant (d’un père)             |                                                   |
| 12. | ḫlbi          | ɣala(-)bi                      | taureau                                  |                                                   |
| 13. | *ḫre          | ɣar                            | repas / nourriture                       |                                                   |
| 14. | ẖr            | ɣʷara                          | nord                                     |                                                   |
| 15. | kdi           | kaɖi, kandi                    | femme                                    |                                                   |
| 16. | kdise / kdite | kaɖiɕ, kaɖit                   | sœur                                     |                                                   |
| 17. | ked-          | keɖ-, kəɖ-                     | abattre / massacrer                      |                                                   |
| 18. | l-            | la-                            | donner                                   |                                                   |
| 19. | lẖ            | laɣʷa                          | grand, aîné                              |                                                   |
| 20. | mẖe           | maɣʷə, maɣʷu                   | abondant                                 |                                                   |
| 21. | mk            | maka                           | dieu                                     |                                                   |
| 22. | mlo           | malu                           | bon, beau                                |                                                   |
| 23. | mte, mse      | mate, maɕe / məte              | enfant, fils / mete cadet(te)            |                                                   |
| 24. | ns(e)         | naɕa, naɕ                      | sacrifice                                |                                                   |
| 25. | pwrite        | bawarit, pawarit               | vie                                      |                                                   |
| 26. | qore          | kʷur                           | souverain                                |                                                   |
| 27. | -se           | ɕe                             | chaque                                   |                                                   |
| 28. | sdk           | ɕaɖaka                         | voyage / retour                          | < sd-k « voyager, retourner » ?                   |
| 29. | sem           | ɕəma, ɕema                     | épouse                                   |                                                   |
| 30. | sḫi           | ɕaɣi, ɕaŋɣi                    | petit (?)                                |                                                   |
| 31. | st            | ɕata                           | paire de pieds, pieds                    |                                                   |
| 32. | ste / sete    | ɕate / ɕətə                    | parent, tuteur, mère                     |                                                   |
| 33. | tbo           | tabu                           | deux, second (?)                         |                                                   |
| 34. | teneke        | tenək(ə), tenek(ə)             | ouest                                    |                                                   |
| 35. | tke-          | tak                            | aimer                                    |                                                   |
| 36. | tkk           | takaka                         | piller, razzier                          | < tk-k ?                                          |
| 37. | tre-          | tar                            | offrir, faire une offrande               |                                                   |
| 38. | wide          | wiɖ(ə)                         | frère, sœur                              | 2e sens rare                                      |
| 39. | wle           | wal                            | chien                                    |                                                   |
| 40. | yer           | era, ira                       | lait                                     |                                                   |
| 41. | yet-mde       | etamaɖ(ə)                      | neveu, nièce                             | au sens large : « cadet dans la lignée féminine » |
| 42. | yireqe        | irəkʷ(ə)                       | sud                                      |                                                   |
| 43. | yirewke       | irewak(ə), irəwak(ə), irwak(ə) | est                                      |                                                   |